# Lista de gols de Ronaldo pela Seleção Brasileira de Futebol

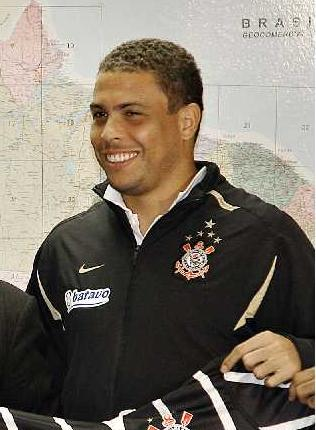
Ronaldo, em 2009, enquanto atleta do.

Ronaldo Luis Nazário de Lima é um ex-jogador de futebol brasileiro, o qual atuou em partidas da Seleção Brasileira de Futebol entre os anos de 1994 e 2011. Sua estreia na seleção principal é datada de março de 1994, quando estreou em uma partida diante da Argentina, que encerrou em 2-0 com dois gols marcados por Bebeto. A primeira vez em que Ronaldo fez um gol pela seleção decorreu cerca de dois meses após o seu primeiro jogo, quando fez o primeiro gol da vitória de 1-0 sobre a Islândia em um jogo amistoso. Durante a sua carreira, foi autor de três hat-tricks pela Seleção, sendo que o mais importante destes foi na final da Copa das Confederações FIFA de 1997, onde fez três gols dos seis na vitória sobre a Austrália.
A primeira partida oficial em que Ronaldo marcou um gol foi na Copa América de 1997, em uma partida diante da Costa Rica que encerrou em 5-0 para o Brasil. Nesta edição e na subsequente, Ronaldo destacou-se como autor de gols em ambas as finais, contra Bolívia e Uruguai, respectivamente, cooperando para que o país conquistasse o triunfo das competições. Ronaldo também é o segundo maior artilheiro na história das Copas do Mundo FIFA, sendo autor de quinze gols em três edições: quatro em 1998, oito em 2002 e três em Copa do Mundo FIFA de 2006; sua marca era recorde até o ano de 2014, quando foi ultrapassado pelo alemão Miroslav Klose, que chegou a dezesseis. Dos quinze gols marcados por Ronaldo, dois deles foram na final da Copa do Mundo FIFA de 2002, contra a própria Alemanha.
Seu último gol marcado pela Seleção ocorreu na Copa do Mundo de 2006, diante da Gana, em vitória por 3-0. Já em fim de carreira, voltou a ser convocado no ano de 2011 para a disputa de um amistoso contra a Romênia, partida na qual não marcou gols. Ronaldo encerrou sua carreira pela seleção com 62 gols marcados, fato que o torna o terceiro maior artilheiro, atrás apenas de Neymar e Pelé, com 79 e 77, respectivamente.

## Gols
| No. | Data                    | Local                                                      | Adversário           | Placar | Resultado | Competição                                  | Ref    |
| --- | ----------------------- | ---------------------------------------------------------- | -------------------- | ------ | --------- | ------------------------------------------- | ------ |
| 1   | 4 de maio de 1994       | Estádio da Ressacada, Florianópolis, Brasil                | Islândia             | 1–0    | 3–0       | Amistoso                                    | [ 2 ]  |
| 2   | 11 de junho de 1995     | Estádio de Wembley, Londres, Inglaterra                    | Inglaterra           | 2–1    | 3–1       | Amistoso                                    | [ 12 ] |
| 3   | 11 de outubro de 1995   | Estádio de Pituaçu, Salvador, Brasil                       | Uruguai              | 1–0    | 2–0       | Amistoso                                    | [ 13 ] |
| 4   | 11 de outubro de 1995   | Estádio de Pituaçu, Salvador, Brasil                       | Uruguai              | 2–0    | 2–0       | Amistoso                                    | [ 13 ] |
| 5   | 28 de agosto de 1996    | Estádio Dínamo de Moscou, Moscou, Rússia                   | Rússia               | 2–2    | 2–2       | Amistoso                                    | [ 14 ] |
| 6   | 16 de outubro de 1996   | Estádio Governador Alberto Tavares Silva, Teresina, Brasil | Lituânia             | 1–0    | 3–1       | Amistoso                                    | [ 15 ] |
| 7   | 16 de outubro de 1996   | Estádio Governador Alberto Tavares Silva, Teresina, Brasil | Lituânia             | 2–0    | 3–1       | Amistoso                                    | [ 15 ] |
| 8   | 16 de outubro de 1996   | Estádio Governador Alberto Tavares Silva, Teresina, Brasil | Lituânia             | 3–0    | 3–1       | Amistoso                                    | [ 15 ] |
| 9   | 18 de dezembro de 1996  | Estádio Vivaldo Lima, Manaus, Brasil                       | Bósnia e Herzegovina | 1–0    | 1–0       | Amistoso                                    | [ 16 ] |
| 10  | 26 de fevereiro de 1997 | Estádio Serra Dourada, Goiânia, Brasil                     | Polónia              | 3–0    | 4–2       | Amistoso                                    | [ 17 ] |
| 11  | 26 de fevereiro de 1997 | Estádio Serra Dourada, Goiânia, Brasil                     | Polónia              | 4–0    | 4–2       | Amistoso                                    | [ 17 ] |
| 12  | 2 de abril de 1997      | Estádio Mané Garrincha, Brasília, Brasil                   | Chile                | 1–0    | 4–0       | Amistoso                                    | [ 18 ] |
| 13  | 2 de abril de 1997      | Estádio Mané Garrincha, Brasília, Brasil                   | Chile                | 3–0    | 4–0       | Amistoso                                    | [ 18 ] |
| 14  | 8 de junho de 1997      | Stade de Gerland, Lyon, França                             | Itália               | 2–3    | 3–3       | Amistoso                                    | [ 19 ] |
| 15  | 13 de junho de 1997     | Estádio Ramón Aguilera, Santa Cruz, Bolívia                | Costa Rica           | 3–0    | 5–0       | Copa América de 1997                        | [ 4 ]  |
| 16  | 13 de junho de 1997     | Estádio Ramón Aguilera, Santa Cruz, Bolívia                | Costa Rica           | 4–0    | 5–0       | Copa América de 1997                        | [ 4 ]  |
| 17  | 22 de junho de 1997     | Estádio Ramón Aguilera, Santa Cruz, Bolívia                | Paraguai             | 1–0    | 2–0       | Copa América de 1997                        | [ 20 ] |
| 18  | 22 de junho de 1997     | Estádio Ramón Aguilera, Santa Cruz, Bolívia                | Paraguai             | 2–0    | 2–0       | Copa América de 1997                        | [ 20 ] |
| 19  | 29 de junho de 1997     | Estadio Hernando Siles, La Paz, Bolívia                    | Bolívia              | 2–1    | 3–1       | Copa América de 1997                        | [ 5 ]  |
| 20  | 10 de agosto de 1997    | Estádio Olímpico de Seul, Seul, Coreia do Sul              | Coreia do Sul        | 1–1    | 2–1       | Amistoso                                    | [ 21 ] |
| 21  | 19 de dezembro de 1997  | Estádio Internacional Rei Fahd, Riade, Arábia Saudita      | Tchéquia             | 2–0    | 2–0       | Copa das Confederações FIFA de 1997         | [ 22 ] |
| 22  | 21 de dezembro de 1997  | Estádio Internacional Rei Fahd, Riade, Arábia Saudita      | Austrália            | 1–0    | 6–0       | Copa das Confederações FIFA de 1997         | [ 3 ]  |
| 23  | 21 de dezembro de 1997  | Estádio Internacional Rei Fahd, Riade, Arábia Saudita      | Austrália            | 2–0    | 6–0       | Copa das Confederações FIFA de 1997         | [ 3 ]  |
| 24  | 21 de dezembro de 1997  | Estádio Internacional Rei Fahd, Riade, Arábia Saudita      | Austrália            | 5–0    | 6–0       | Copa das Confederações FIFA de 1997         | [ 3 ]  |
| 25  | 25 de março de 1998     | Gottlieb-Daimler-Stadion, Stuttgart, Alemanha              | Alemanha             | 2–1    | 2–1       | Amistoso                                    | [ 23 ] |
| 26  | 16 de junho de 1998     | Stade de la Beaujoire, Nantes, França                      | Marrocos             | 1–0    | 3–0       | Copa do Mundo FIFA de 1998                  | [ 24 ] |
| 27  | 27 de junho de 1998     | Parc des Princes, Paris, França                            | Chile                | 3–0    | 4–1       | Copa do Mundo FIFA de 1998                  | [ 25 ] |
| 28  | 27 de junho de 1998     | Parc des Princes, Paris, França                            | Chile                | 4–1    | 4–1       | Copa do Mundo FIFA de 1998                  | [ 25 ] |
| 29  | 7 de julho de 1998      | Stade Vélodrome, Marselha, França                          | Países Baixos        | 1–0    | 1–1       | Copa do Mundo FIFA de 1998                  | [ 26 ] |
| 30  | 26 de junho de 1999     | Arena da Baixada, Curitiba, Brasil                         | Letónia              | 3–0    | 3–0       | Amistoso                                    | [ 27 ] |
| 31  | 30 de junho de 1999     | Estadio Antonio Oddone Sarubbi, Ciudad del Este, Paraguai  | Venezuela            | 1–0    | 7–0       | Copa América de 1999                        | [ 28 ] |
| 32  | 30 de junho de 1999     | Estadio Antonio Oddone Sarubbi, Ciudad del Este, Paraguai  | Venezuela            | 4–0    | 7–0       | Copa América de 1999                        | [ 28 ] |
| 33  | 6 de julho de 1999      | Estadio Antonio Oddone Sarubbi, Ciudad del Este, Paraguai  | Chile                | 1–0    | 1–0       | Copa América de 1999                        | [ 29 ] |
| 34  | 11 de julho de 1999     | Estadio Antonio Oddone Sarubbi, Ciudad del Este, Paraguai  | Argentina            | 2–1    | 2–1       | Copa América de 1999                        | [ 30 ] |
| 35  | 18 de julho de 1999     | Estádio Defensores del Chaco, Assunção, Paraguai           | Uruguai              | 3–0    | 3–0       | Copa América de 1999                        | [ 6 ]  |
| 36  | 7 de setembro de 1999   | Estádio Beira-Rio, Porto Alegre, Brasil                    | Argentina            | 4–1    | 4–2       | Amistoso                                    | [ 31 ] |
| 37  | 25 de maio de 2002      | Estádio Nacional Bukit Jalil, Kuala Lumpur, Malásia        | Malásia              | 1–0    | 4–0       | Amistoso                                    | [ 32 ] |
| 38  | 3 de junho de 2002      | Munsu Cup Stadium, Ulsan, Coreia do Sul                    | Turquia              | 1–1    | 2–1       | Copa do Mundo FIFA de 2002                  | [ 33 ] |
| 39  | 8 de junho de 2002      | Jeju World Cup Stadium, Seogwipo, Coreia do Sul            | China                | 4–0    | 4–0       | Copa do Mundo FIFA de 2002                  | [ 34 ] |
| 40  | 13 de junho de 2002     | Suwon World Cup Stadium, Suwon, Coreia do Sul              | Costa Rica           | 1–0    | 5–2       | Copa do Mundo FIFA de 2002                  | [ 35 ] |
| 41  | 13 de junho de 2002     | Suwon World Cup Stadium, Suwon, Coreia do Sul              | Costa Rica           | 2–0    | 5–2       | Copa do Mundo FIFA de 2002                  | [ 35 ] |
| 42  | 17 de junho de 2002     | Kobe Wing Stadium, Kobe, Japão                             | Bélgica              | 2–0    | 2–0       | Copa do Mundo FIFA de 2002                  | [ 36 ] |
| 43  | 26 de junho de 2002     | Saitama Stadium, Saitama, Japão                            | Turquia              | 1–0    | 1–0       | Copa do Mundo FIFA de 2002                  | [ 37 ] |
| 44  | 30 de junho de 2002     | Estádio Internacional de Yokohama, Yokohama, Japão         | Alemanha             | 1–0    | 2–0       | Copa do Mundo FIFA de 2002                  | [ 8 ]  |
| 45  | 30 de junho de 2002     | Estádio Internacional de Yokohama, Yokohama, Japão         | Alemanha             | 2–0    | 2–0       | Copa do Mundo FIFA de 2002                  | [ 8 ]  |
| 46  | 20 de novembro de 2002  | Seoul World Cup Stadium, Seul, Coreia do Sul               | Coreia do Sul        | 1–1    | 3–2       | Amistoso                                    | [ 38 ] |
| 47  | 20 de novembro de 2002  | Seoul World Cup Stadium, Seul, Coreia do Sul               | Coreia do Sul        | 2–2    | 3–2       | Amistoso                                    | [ 38 ] |
| 48  | 7 de setembro de 2003   | Estadio Metropolitano, Barranquilla, Colômbia              | Colômbia             | 1–0    | 2–1       | Eliminatórias da Copa do Mundo FIFA de 2006 | [ 39 ] |
| 49  | 19 de novembro de 2003  | Pinheirão, Curitiba, Brasil                                | Uruguai              | 2–1    | 3–3       | Eliminatórias da Copa do Mundo FIFA de 2006 | [ 40 ] |
| 50  | 19 de novembro de 2003  | Pinheirão, Curitiba, Brasil                                | Uruguai              | 3–3    | 3–3       | Eliminatórias da Copa do Mundo FIFA de 2006 | [ 40 ] |
| 51  | 2 de junho de 2004      | Mineirão, Belo Horizonte, Brasil                           | Argentina            | 1–0    | 3–1       | Eliminatórias da Copa do Mundo FIFA de 2006 | [ 41 ] |
| 52  | 2 de junho de 2004      | Mineirão, Belo Horizonte, Brasil                           | Argentina            | 2–0    | 3–1       | Eliminatórias da Copa do Mundo FIFA de 2006 | [ 41 ] |
| 53  | 2 de junho de 2004      | Mineirão, Belo Horizonte, Brasil                           | Argentina            | 3–1    | 3–1       | Eliminatórias da Copa do Mundo FIFA de 2006 | [ 41 ] |
| 54  | 5 de setembro de 2004   | Estádio do Morumbi, São Paulo, Brasil                      | Bolívia              | 1–0    | 3–1       | Eliminatórias da Copa do Mundo FIFA de 2006 | [ 42 ] |
| 55  | 9 de outubro de 2004    | Estádio José Pachencho Romero, Maracaibo, Venezuela        | Venezuela            | 3–0    | 5–2       | Eliminatórias da Copa do Mundo FIFA de 2006 | [ 43 ] |
| 56  | 9 de outubro de 2004    | Estádio José Pachencho Romero, Maracaibo, Venezuela        | Venezuela            | 4–0    | 5–2       | Eliminatórias da Copa do Mundo FIFA de 2006 | [ 43 ] |
| 57  | 12 de outubro de 2005   | Estádio Olímpico do Pará, Pará, Brasil                     | Venezuela            | 2–0    | 3–0       | Eliminatórias da Copa do Mundo FIFA de 2006 | [ 44 ] |
| 58  | 1 de março de 2006      | Estádio Lokomotiv de Moscou, Moscou, Rússia                | Rússia               | 1–0    | 1–0       | Amistoso                                    | [ 45 ] |
| 59  | 4 de junho de 2006      | Stade de Genève, Genebra, Suíça                            | Nova Zelândia        | 1–0    | 4–0       | Amistoso                                    | [ 46 ] |
| 60  | 22 de junho de 2006     | FIFA WM Stadion Dortmund, Dortmund, Alemanha               | Japão                | 1–1    | 4–1       | Copa do Mundo FIFA de 2006                  | [ 47 ] |
| 61  | 22 de junho de 2006     | FIFA WM Stadion Dortmund, Dortmund, Alemanha               | Japão                | 4–1    | 4–1       | Copa do Mundo FIFA de 2006                  | [ 47 ] |
| 62  | 27 de junho de 2006     | FIFA WM Stadion Dortmund, Dortmund, Alemanha               | Gana                 | 1–0    | 3–0       | Copa do Mundo FIFA de 2006                  | [ 9 ]  |

## Estatísticas
| Ano   | Partidas | Gols |
| ----- | -------- | ---- |
| 1994  | 4        | 1    |
| 1995  | 6        | 3    |
| 1996  | 4        | 5    |
| 1997  | 20       | 15   |
| 1998  | 10       | 5    |
| 1999  | 10       | 7    |
| 2002  | 12       | 11   |
| 2003  | 8        | 3    |
| 2004  | 11       | 6    |
| 2005  | 5        | 1    |
| 2006  | 7        | 5    |
| 2011  | 1        | 0    |
| Total | 98       | 62   |

| Competição                         | Gols |
| ---------------------------------- | ---- |
| Amistosos                          | 23   |
| Copa do Mundo FIFA                 | 15   |
| Copa América                       | 10   |
| Eliminatórias para a Copa do Mundo | 10   |
| Copa das Confederações FIFA        | 4    |
| Total                              | 62   |